# La Cluse
La Cluse é uma comuna francesa na região administrativa da Provença-Alpes-Costa Azul, no departamento de Altos-Alpes. Estende-se por uma área de 40,15 km². Em 2010 a comuna tinha 53 habitantes (densidade: 1,3 hab./km²).
Em 1 de janeiro de 2013, passou a formar parte da nova comuna de Dévoluy..